# Quartieri e frazioni di Genova

## A
- Acquasanta
- Aggio
- Albaro
- Apparizione

## B
- Bagnara
- Bavari
- Beccio
- Begato
- Belvedere
- Boscasso
- Biscione
- Boccadasse
- Bolzaneto
- Borgo Pila
- Borgoratti
- Borzoli
- Brasile
- Brughe
- Brignole

## C
- Cadale
- Ca' Nuova
- Campi
- Carignano
- Carpenara
- Calcinara
- Camaldoli
- Campasso
- Canevari
- Cartagenova
- Chiesino
- Castellaro
- Castelletto
- Certosa
- Cesino
- Chiappeto
- Chiappe
- Ciassi
- Ciazza
- Cima d'Egoli
- Cornigliano
- Coronata
- Corte Lambruschini
- Croce Pinasco
- Cremeno
- Crevari

## D
- Doria

## E
- Egoli
- Erzelli

## F
- Fegino
- Foce
- Fontanegli
- Fregoso

## G
- Garbo
- Geminiano
- Granara
- Granarolo

## L
- Lagaccio
- Lastrego

## M
- Maddalena
- Marassi
- Molassana
- Molinetto
- Molini di Trensasco
- Molo
- Montelungo
- Montesignano
- Morego
- Morigallo
- Multedo
- Murta

## N
- Nasche
- Nervi
- Nuovo Lido

## O
- Oregina

## P
- Palmaro
- Pedegoli
- Pedevilla
- Pegli
- Piccapietra
- Pino Soprano
- Pino Sottano
- Pontedecimo
- Portoria
- Pra'
- Prato
- Prè
- Preli
- Premanico
- Priaruggia

## Q
- Quarto dei Mille
- Querciata
- Quezzi
- Quinto al Mare

## R
- Rambaldi
- Ravecca
- Righi
- Rivarolo
- Rosata

## S
- Sampierdarena
- Sant'Antonino
- San Benigno
- San Biagio
- San Carlo di Cese
- San Cosimo
- San Desiderio
- San Fruttuoso
- San Giovanni Battista
- San Giuliano
- San Gottardo
- San Martino
- San Martino di Struppa
- San Pantaleo
- San Quirico
- San Rocco
- San Teodoro
- San Siro (Genova)
- San Vincenzo
- Sant'Eusebio
- Sant'Ilario
- Sella di Bavari
- Serro
- Serropiano
- Sestri Ponente
- Staglieno
- Struppa
- Sturla

## T
- Teglia
- Terpi
- Trasta

## V
- Voltri
- Vesima
- Vernazza
- Vernazzola